# Dromica bilunata
Dromica bilunata is een keversoort uit de familie van de loopkevers (Carabidae). De wetenschappelijke naam van de soort is voor het eerst geldig gepubliceerd in 1883 door C.A.Dohrn.